# Lepidotrigla venusta
Lepidotrigla venusta är en fiskart som beskrevs av Fowler, 1938. Lepidotrigla venusta ingår i släktet Lepidotrigla och familjen knotfiskar. IUCN kategoriserar arten globalt som otillräckligt studerad. Inga underarter finns listade i Catalogue of Life.